# Helene Jacobs
Helene Jacobs (* 25. Februar 1906 in Schneidemühl, Kreis Kolmar i. Posen; † 13. August 1993 in Berlin) war eine Widerstandskämpferin gegen den Nationalsozialismus.

## Leben

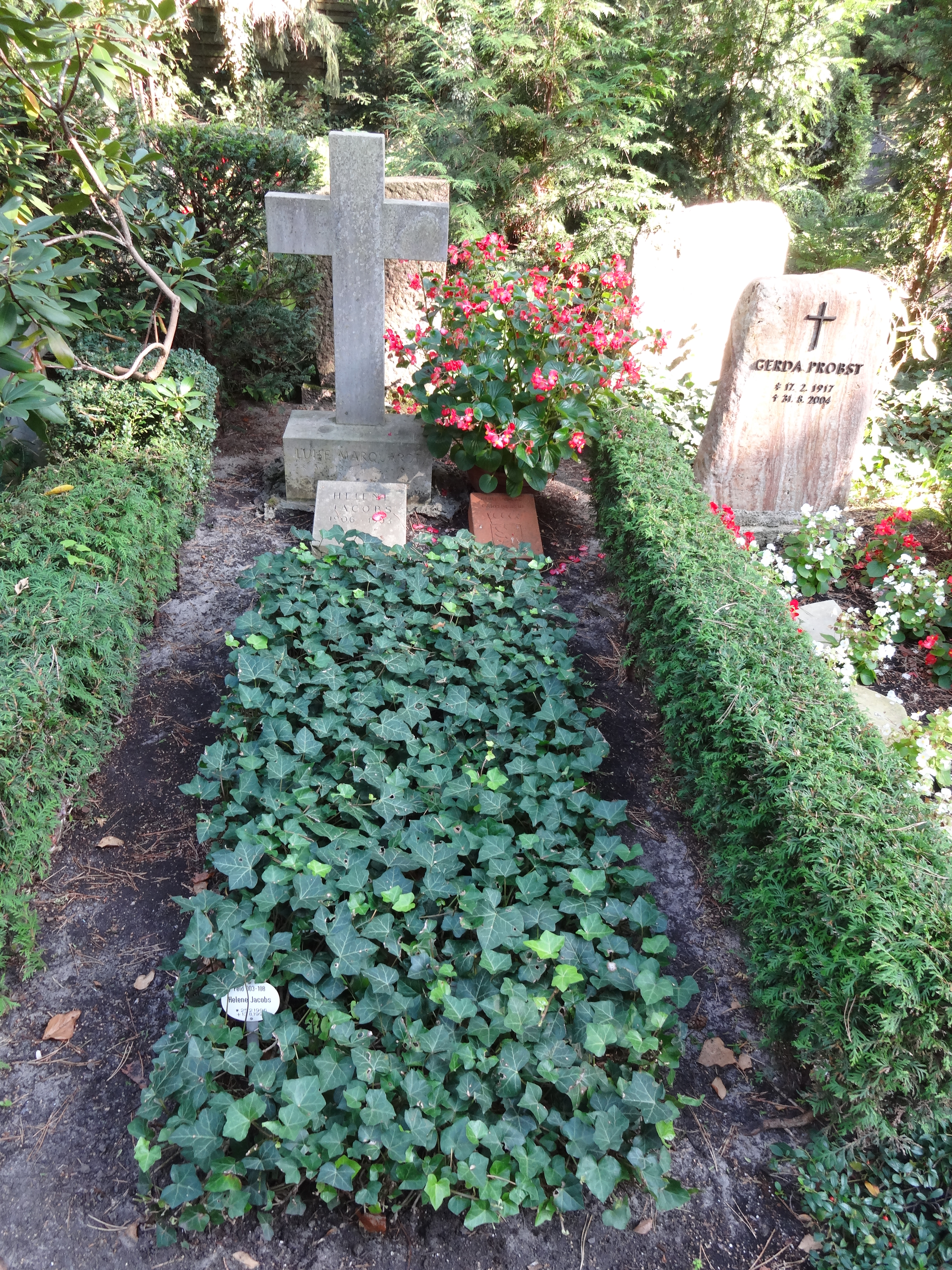
Grabstätte

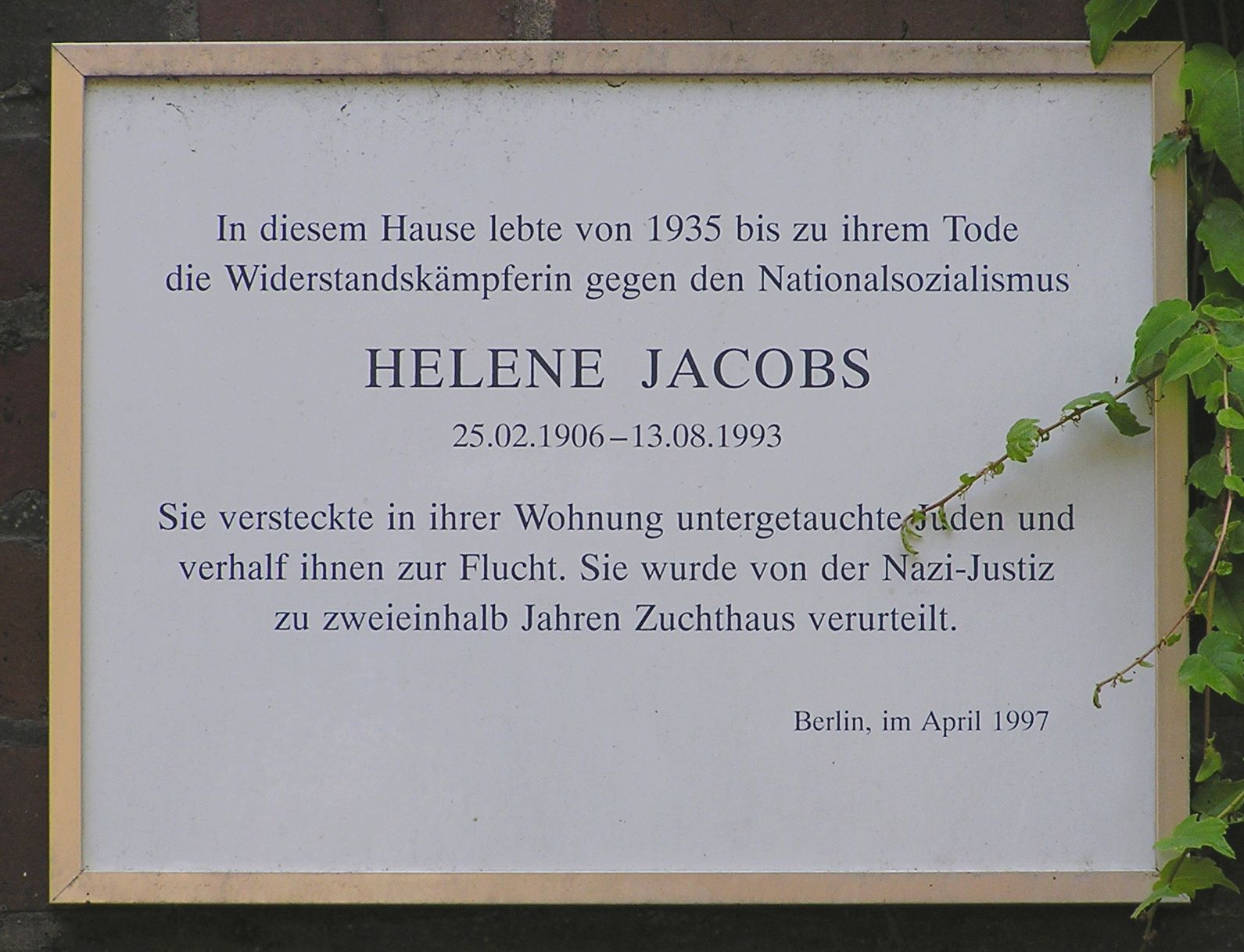
Gedenktafel am Haus Bonner Straße 2 in Berlin-Wilmersdorf

Helene Jacobs wurde 1906 in Schneidemühl in der preußischen Provinz Posen geboren. Ihre Eltern waren beide als Lehrkräfte tätig, die Mutter Gertrud Jacobs (geb. Marquard) als Volksschullehrerin und der Vater Theodor Jacobs als Gymnasiallehrer. Ihr Vater gehörte der freikirchlichen katholisch-apostolischen Kirche an. Die politische Prägung durch ihr Elternhaus beschrieb Jacobs später einerseits als kosmopolitisch-tolerant durch ihren Vater und als national geprägt durch ihre Mutter, „aber in einem Sinne, der den Nationalsozialismus als einen Verrat am Vaterland empfunden habe.“
1913 zogen die Eltern mit Helene und ihrem älteren Bruder Theodor August nach Berlin-Siemensstadt. Durch den frühen Tod des Vaters im Jahr darauf wurde die Familie ohne finanzielle Absicherung hinterlassen und befand sich in ärmlichen Verhältnissen. Die Familie lebte vom geringen Schulgeld, das die Mutter durch die Privatschule, die sie eröffnete, verdiente und sie wohnten in den Nebenräumen der Schule. Während Helenes Bruder von Verwandten auf ein Internat geschickt wurde, erhielt Helene Jacobs Privatunterricht bei ihrer Mutter. Nach dem Besuch des Spandauer Lyzeums besuchte Jacobs einen Handelskursus der Victoria-Fachschule Berlin und bekam im August 1924 eine Stelle als Sekretärin und Anwaltsgehilfin bei dem jüdischen Berliner Patentanwalt Herrmann Barschall.
Seit 1934 war Jacobs Mitglied der Bekennenden Kirche. Sie schloss sich einer Gruppe um den Juristen Franz Herbert Kaufmann an, die seit 1940 half, dass jüdische Verfolgte untertauchen und das Land verlassen konnten. Jacobs versteckte aus christlich-sozialer Motivation heraus einige Menschen in ihrer Wohnung, bis sie 1943 denunziert und anschließend zu zweieinhalb Jahren Zuchthaus verurteilt wurde.
Nach dem Zweiten Weltkrieg arbeitete Jacobs als Beamtin im Entschädigungsamt in West-Berlin und wurde dort 1963 strafversetzt, weil sie sich zu sehr für die Antragsteller eingesetzt hatte.
Jacobs war seit der Gründung 1949 Mitglied der Gesellschaft für Christlich-Jüdische Zusammenarbeit in Berlin. Sie wird seit 1968 von der Gedenkstätte Yad Vashem als Gerechte unter den Völkern geehrt. Sie verstarb 1993 im Alter von 87 Jahren und wurde auf dem Waldfriedhof Dahlem in Berlin beigesetzt. Ihr Grab ist seit 2004 als Ehrengrab der Stadt Berlin gewidmet.

## Zitat
„Mit Illegalität hatte ich nichts zu tun. Meine Welt ging kaputt, die wollte ich verteidigen. Ich hatte am 30. Januar 1933, als Hitler Reichskanzler wurde, mein Vaterland verloren. Besonders die antisemitischen Nürnberger Gesetze (1935), die einen Teil der Bevölkerung willkürlich aus der Gemeinschaft ausschlossen, gingen mir unter die Haut. Diesen verfolgten Menschen wollte ich helfen.“

## Ehrungen
Am Haus in der Bonner Straße 2 in der Künstlerkolonie Wilmersdorf wurde eine Gedenktafel mit folgender Inschrift angebracht:
In diesem Hause lebte von 1935 bis zu ihrem Tode

die Widerstandskämpferin gegen den Nationalsozialismus

Helene Jacobs

25.02.1906–13.08.1993

Sie versteckte in ihrer Wohnung untergetauchte Juden und

verhalf ihnen zur Flucht. Sie wurde von der Nazi-Justiz

zu zweieinhalb Jahren Zuchthaus verurteilt.

Berlin, im April 1997
In Berlin-Schmargendorf bekam im April 2020 die U-förmig das Neubaugebiet „Maximilians-Quartier“ umschließende Helene-Jacobs-Straße ihren Namen.